# Séraphin Léger
Pour les articles homonymes, voir Léger.
Séraphin R. Léger est un marchand et un homme politique canadien.

## Biographie
Séraphin R. Léger est né le 28 août 1870 à Caraquet, au Nouveau-Brunswick. Son père est Raphaël Léger et sa mère est Vitaline Blanchard. Il épouse Elizabeth Mauzerold le 10 juin 1895. Il épouse Georgina Lanteigne en secondes noces en septembre 1929. Il est en tout père de onze enfants.
Il est député de Gloucester à l'Assemblée législative du Nouveau-Brunswick de 1908 à 1912 puis de 1917 à 1935 en tant que libéral.